# Pandoc
Pandoc — безкоштовна програма, конвертор документів, написаний на мові програмування Гаскель, який використовується для зміни різних форматів Маркап (Markup).

## Загальна інформація
Pandoc написаний на мові програмування Гаскель. Він розпізнає ряд типів markdown додатків, включаючи метадані (назва, автор, дата); футери; таблиці; списки; superscript та subscript; smart quotes, тире, еліпси; markdown всередині HTML блоків. Pandoc включає в себе систему автоматичних цитат та бібліограцій (напр., [see @doe99, pp. 33-35; also @smith04, ch. 1]). Бібліографічні дані можуть бути наступних форматів: BibTeX, BibLaTeX, CSL JSON, CSL YAML.
Інтерфейс Pandoc — це консольний ввід (CLI): pandoc для запуску програми та параметри (основні параметри та флаги команд). Наприклад:
pandoc -o output.html input.txt

## Формати[2]
- markup формати (Markdown, reStructuredText, AsciiDoc, Org-mode, Muse, Textile, txt2tags)
- HTML(HTML 4/5)
- Ebook formats (EPUB v2 and v3, FB2)
- Documentation formats (GNU TexInfo, Haddock)
- Roff formats (man, ms)
- TeX формати (LaTeX, ConTeXt)
- XML формати (DocBook 4 чи 5, JATS, TEI Simple, OpenDocument)
- Outline formats (OPML)
- Формати бібліографій (BibTeX, BibLaTeX, CSL JSON, CSL YAML, RIS)
- Docx, RTF, ODT
- Interactive notebook formats (Jupyter notebook ipynb)
- Page layout formats (InDesign ICML)
- Wiki markup formats (MediaWiki, DokuWiki, TikiWiki, TWiki, Vimwiki, XWiki, ZimWiki, Jira wiki, Creole)
- Slide show formats (LaTeX Beamer, PowerPoint, Slidy, reveal.js, Slideous, S5, DZSlides)
- Формати даних (CSV та TSV таблиці)
- PDF (через такі зовнішні бібліотеки, як pdflatex чи wkhtmltopdf